# دلیبلاتو
دلیبلاتو (به صربی: Deliblato) یک منطقهٔ مسکونی در صربستان است که در Kovin municipality واقع شده‌است. دلیبلاتو ۲٬۹۳۹ نفر جمعیت دارد و ۹۴ متر بالاتر از سطح دریا واقع شده‌است.